# Sundern (Sauerland)
Sundern (Sauerland) est une ville de Rhénanie-du-Nord-Westphalie (Allemagne), située dans l'arrondissement du Haut-Sauerland, dans le district d'Arnsberg, dans le Landschaftsverband de Westphalie-Lippe.
Elle se trouve à environ 10 km au sud-ouest d'Arnsberg et compte 29436 habitants le 31 décembre 2004. Sundern est constitué de 13 quartiers : Endorf, Amecke, Stockum, Allendorf, Hagen, Wilde Wiese, Röhrenspring, Kloster Brunnen, Langscheid, Enkhausen, Hachen, Stemel et Sundern lui-même. Près de Sundern s'étend le parc naturel Homert. Les sports d'hiver, principalement le ski, attirent également les touristes dans la région. Le Sorpesee, un lac artificiel, est prisé par les amateurs de sports nautiques et les campeurs.
Le gymnase de la ville (Städtisches Gymnasium) est jumelé depuis 1977 avec le Collège public de la ville française de Benet, commune du sud du département de la Vendée.

## Histoire
| Appartenances historiques Électorat de Cologne 1180-1803 Landgraviat de Hesse-Darmstadt 1803-1806 Grand-duché de Hesse 1806-1815 Royaume de Prusse (Province de Westphalie) 1815-1918 République de Weimar 1918-1933 Reich allemand 1933-1945 Allemagne occupée 1945-1949 Allemagne 1949-présent |